# Kim Thư
Kim Thư là một xã thuộc huyện Thanh Oai, thành phố Hà Nội, Việt Nam.
Xã Kim Thư có diện tích 2,9 km², dân số năm 1999 là 4.815 người, mật độ dân số đạt 1.660 người/km².